# Blithe Spirit
Blithe Spirit is een Britse filmkomedie uit 1945 onder regie van David Lean. Destijds werd de film in Nederland uitgebracht onder de titel Spot niet met spoken.

## Verhaal
Een auteur houdt thuis een seance. Hij hoort zo de stem van zijn overleden eerste vrouw. Even later verschijnt de geest van zijn vrouw, maar alleen hij kan haar zien. Zijn tweede vrouw wordt erg jaloers.

## Rolverdeling
| Acteur              | Personage          |
| ------------------- | ------------------ |
| Rex Harrison        | Charles Condomine  |
| Constance Cummings  | Ruth Condomine     |
| Kay Hammond         | Elvira Condomine   |
| Margaret Rutherford | Madame Arcati      |
| Hugh Wakefield      | Dr. George Bradman |
| Joyce Carey         | Violet Bradman     |
| Jacqueline Clarke   | Edith              |